# Digrammacris distinguendus
Digrammacris distinguendus är en insektsart som först beskrevs av Carl Stål 1861.  Digrammacris distinguendus ingår i släktet Digrammacris och familjen gräshoppor. Inga underarter finns listade i Catalogue of Life.